# Alatanesidea
Alatanesidea is een geslacht van uitgestorven kreeftachtigen uit de klasse van de Ostracoda (mosselkreeftjes).

## Soort
- Alatanesidea pokornyi Colin & Lauverjat, 1978 †